# Middleton-by-Youlgreave
Middleton-by-Youlgreave est un village du Derbyshire, en Angleterre.